# Roštilj
Roštilj (mađarski: rostély, od njemačkog Rost) dio je ložišta peći i parnih kotlova na kojem leži gorivo. Roštilj je ravna ili kosa rešetka koja omogućuje prolaz zraka do goriva i propadanje pepela u pepeonik. Zbog takva rešetkasta oblika, roštiljem se u tehnici nazivaju i druge njemu slične konstrukcije (npr. roštiljne konstrukcije u građevinarstvu, sastavljene od mreže kruto povezanih grednih nosača), a u pripremi hrane i rešetka na kojoj se drži meso ili druge namirnice dok se peku na otvorenoj vatri.
Roštilj peći obično je izrađen od lijevanoga željeza. Mali kotlovi, ručno loženi, također imaju nepokretni ravni roštilj. Kod velikih parnih kotlova, međutim, ovisno o veličini i vrsti goriva, roštilj je velik i često složen mehanizam. Kosi roštilj može biti stepenast ili gladak, a omogućuje loženje neprekidnim dodavanjem ugljena i odvođenjem pepela na kraju roštilja. Za ugljen s niskom temperaturom taljenja pepela izrađuje se sastavljeni kosi roštilj, koji protresa poseban mehanizam te time pospješuje kotrljanje ugljena i sprječava lijepljenje pepela. Za velike kotlove, koji se lože krutim gorivom, rabe se člankasti pokretni roštilji, izrađeni od niza ploča zglobno vezanih u beskonačni lanac, koji u ložište neprekidno unosi gorivo, a na kraju izbacuje trosku i pepeo.

## Vanjske poveznice
- "Barbecue". Encyclopædia Britannica. 3 (11th ed.). 1911.
- Barbecue Food Safety  Arhivirana inačica izvorne stranice od 8. prosinca 2013. (Wayback Machine) (U.S. Dept. of Agriculture)
- The Internet BBQ FAQ  Arhivirana inačica izvorne stranice od 27. travnja 2021. (Wayback Machine)
- Barbecue: A History of the World's Oldest Culinary Art Web cast from the Library of Congress